# Jurong Region Line
| Jurong Region Line | Jurong Region Line   |
| ------------------ | -------------------- |
| Jurong Region Line |                      |
| Streckenlänge:     | 24,0 km              |
| Spurweite:         | 1435 mm (Normalspur) |
|                    |                      |
| Linienfarbe:       | blaugrün             |
| Eröffnungsjahr:    | 2027–2029            |
| Linientyp:         | Hochbahn             |
| Stationen:         | 24                   |
| Depots:            | 1 (Tengah)           |

Die Jurong Region Line (JRL) ist die siebte MRT-Linie in Singapur und befindet sich derzeit im Bau. Die Linie wird von 2027 bis 2029 schrittweise in Stufen eröffnet. Die Linie wird die Bewohner von West-Singapur versorgen. Diese MRT-Linie wird Singapurs fünfte automatische Linie sein. Die JRL wird über 24 Stationen verfügen und die J151-Züge von Hyundai Rotem nutzen.

## Netzwerk und Betrieb
Die 24 Kilometer lange Linie verfügt über 24 Stationen in Stadtteilen wie Jurong, Choa Chu Kang und Tengah. Die Linie hat 4 Zweige, die alle an verschiedene Orte verlaufen: zum Choa Chu Kang im Norden, zum Pandan Reservoir im Osten und zum Peng Kang Hill im Westen. Die Umsteigestation zwischen den Zweigen wird am Bahar Junction und in Tengah sein.
Derzeit laufen geplante Studien, um die Machbarkeit einer Verbindung der Linie mit Haw Par Villa zu prüfen und so eine Umsteigestation zur Circle Line zu schaffen.

### Stufen und Stationen
Das Kürzel mit JE gehört zum Ost-Zweig (Zu Pandan Reservoir) und JW zum West-Zweig (Zu Peng Kang Hill).
Die Eröffnung der ersten Stufe der Jurong-Region Line ist für 2027 geplant.
| Kürzel | Station            | Übergang                                   |
| ------ | ------------------ | ------------------------------------------ |
| JS1    | Choa Chu Kang      | North South Line NS4 Bukit Panjang LRT BP1 |
| JS2    | Choa Chu Kang West |                                            |
| JS3    | Tengah             | Ost Zweig (zu Pandan Reservoir)            |
| JS4    | Hong Kah           |                                            |
| JS5    | Corporation        |                                            |
| JS6    | Jurong West        |                                            |
| JS7    | Bahar Junction     | West Zweig (zu Peng Kang Hill)             |
| JS8    | Boon Lay           | East West Line EW27                        |
| JW1    | Gek Poh            |                                            |
| JW2    | Tawas              |                                            |

Die Eröffnung der zweiten Stufe der Jurong-Region Line ist für 2028 geplant. es vervollständigt den Ost-zweig
| Kürzel | Station           | Übergang                                 |
| ------ | ----------------- | ---------------------------------------- |
| JE1    | Tengah Plantation |                                          |
| JE2    | Tengah Park       |                                          |
| JE3    | Bukit Batok West  |                                          |
| JE4    | Toh Guan          |                                          |
| JE5    | Jurong East       | East West Line EW24 North South Line NS1 |
| JE6    | Jurong Town Hall  |                                          |
| JE7    | Pandan Reservoir  |                                          |

Die Eröffnung der dritten Stufe der Jurong-Region Line ist für 2029 geplant. es vervollständigt die Linie.
| Kürzel | Station          | Übergang |
| ------ | ---------------- | -------- |
| JS9    | Enterpeise       |          |
| JS10   | Tukang           |          |
| JS11   | Jurong Hill      |          |
| JS12   | Jurong Pier      |          |
| JW3    | Nanyang Gateway  |          |
| JW4    | Nanyang Crescent |          |
| JW5    | Peng Kang Hill   |          |